# Le Salaire du péché (film, 1956)
Pour les articles homonymes, voir Le Salaire du péché.
Pour plus de détails, voir Fiche technique et Distribution.
Le Salaire du péché est un film français réalisé par Denys de la Patellière, sorti en 1956. Le titre est issu d’une citation de l’Épitre de saint Paul aux Romains : « Le salaire du péché, c’est la mort ».

## Synopsis
À La Rochelle, un petit journaliste de province, ambitieux et cynique, Jean de Charvin, a épousé Isabelle et eut avec elle un fils. Isabelle est la fille de Frank Lindstrom, un riche armateur qui a désavoué leur mariage et déshérité sa fille. Vivant petitement, Jean, ayant appris que son beau-père a rétabli Isabelle sur son testament et le sachant cardiaque, le tue, sans même le toucher, en lui faisant peur. L’infirmière de Lindstrom, Angèle, lui apprend qu'elle a assisté au crime, et devient sa maîtresse. Gravement blessée dans un accident d’auto, Isabelle refuse à son mari son corps abîmé. Elle lui retire en outre la procuration sur son compte lorsqu'elle se rend compte qu'il l'utilise pour régler ses dettes de jeu. Jean tente alors de la tuer pour hériter de sa fortune, mais c'est une petite bonne qui sera l’innocente victime du piège qu'il avait préparé pour faire croire à un suicide. Isabelle surprend, incrédule, une explication orageuse entre Angèle et Jean, et celui-ci lui avoue tout. Elle veut étouffer le crime pour protéger leur fils et ne pas salir son nom, mais Jean, à bout, se livre à la police.

## Fiche technique
- Titre : Le Salaire du péché
- Réalisation : Denys de la Patellière, assisté de Maurice Delbez
- Scénario : Roland Laudenbach d’après le roman de Nancy Rutledge
- Musique : Maurice Leroux
- Pays d’origine :  France
- Format : Noir et blanc - 1,37:1 - 35 mm - Son mono
- Genre : Drame
- Durée : 110 minutes
- Date de sortie : 
  - France : 26 décembre 1956

## Distribution
- Danielle Darrieux : Isabelle Lindstrom
- Jean-Claude Pascal : Jean de Charvin
- Jeanne Moreau : Angèle Ribot
- Jean Debucourt : Frank Lindstrom
- Marcel Bozzuffi : un marin présidant aux obsèques
- Michel Etcheverry : docteur Maroual
- Jean Lanier : le pasteur
- Christian Lude : Benoît
- Julien Verdier : le libraire
- Georges Chamarat : le médecin
- Jacqueline Doyen
- Antonin Baryel : le domestique
- Henry Belly : le clerc du notaire
- Pierre Leproux : l’usurier
- Marcelle Hainia : ?
- Pierre Morin : M. Logan, le signataire
- Charles Bayard : ?